# 나탈리 번

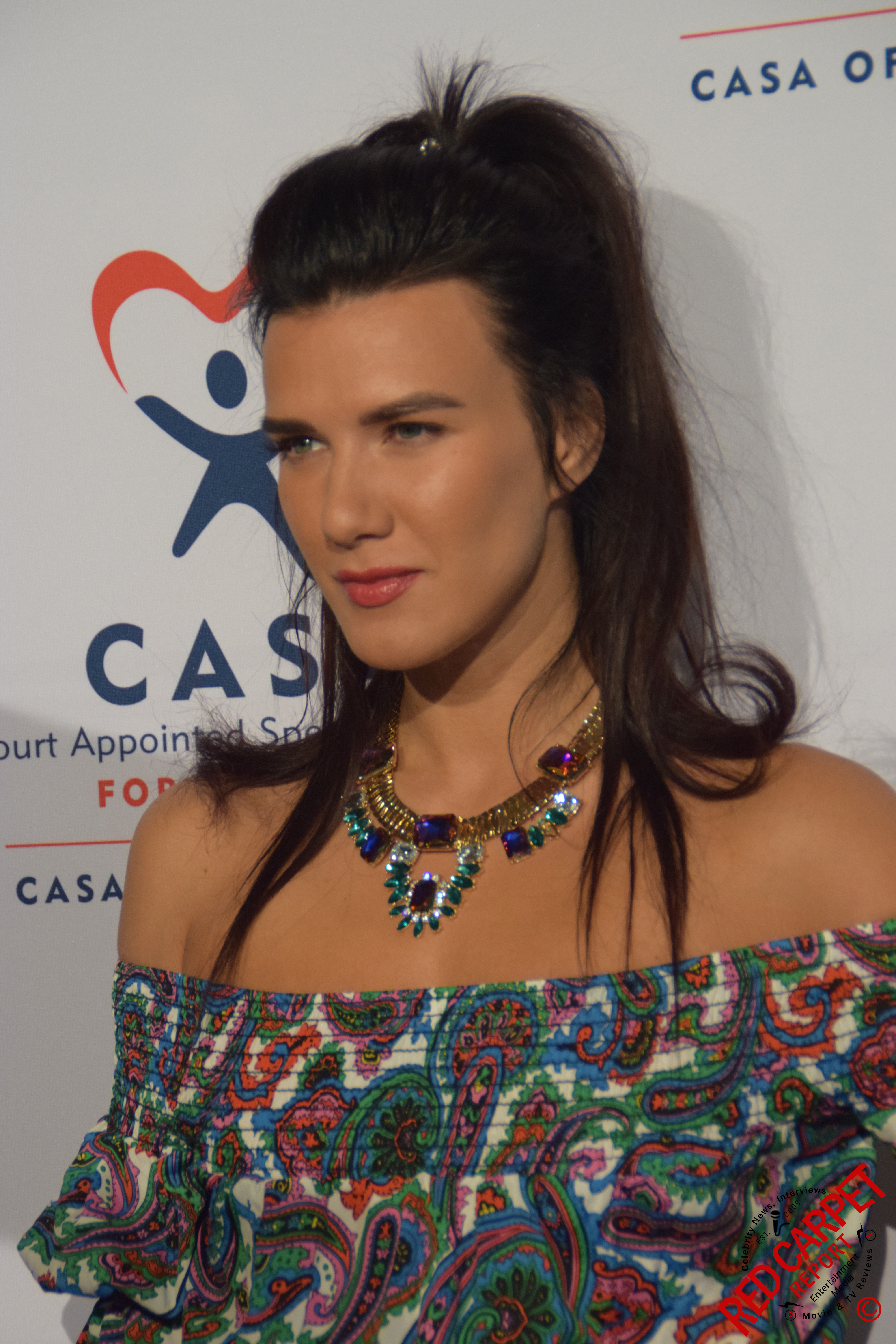

내털리 번(영어: Natalie Burn, 우크라이나어: Наталі Берн 나탈리 베른[*], 2000년 ~ )은 우크라이나 출신의 배우, 영화 제작자, 각본가, 무용가, 가수, 안무가, 작곡가, 스턴트 배우, 모델이다.
키예프에서 태어났다.

## 영화
- 번 아웃 (2021년)
- 악셀러레이션 (2019년) - 로나 역
- 더 세컨드 커밍 오브 크라이스트 (2018년)
- 더 익스큐셔너스 (2017년)
- 다운힐 (2016년)
- 세상의 모든 엄마와 딸들 (2016년) - 젊은 리디아 역
- 메카닉: 리크루트 (2016년) - 기자 역
- 크리미널 (2016년)
- 완벽한 사육: 인간 사냥 (2015년)
- 님프, 피의 요정 (2014년)
- 익스펜더블 3 (2014년) - 코나드의 부인 역
- 액티브 슈터 (2013년)
- 왕의 이름으로 2 (2011년) - 엘리아나 역